# Осињемон
Осињемон (фр. Haussignémont) насеље је и општина у североисточној Француској у региону Шампањ-Арден, у департману Марна која припада префектури Витри ле Франсоа.
По подацима из 2011. године у општини је живело 320 становника, а густина насељености је износила 115,11 становника/km². Општина се простире на површини од 2,78 km². Налази се на средњој надморској висини од 124 метара.

## Демографија
| 1962. | 1968. | 1975. | 1982. | 1990. | 1999. | 2011. |
| ----- | ----- | ----- | ----- | ----- | ----- | ----- |
| 256   | 277   | 213   | 202   | 208   | 206   | 320   |

График промене броја становника у току последњих година